# 圖騰主義
圖騰主義是一種社會和宗教組織形式，基於圖騰的概念。圖騰可以是動物、植物或人工製品，被視為群體或個人的保護者、祖先或兄弟。圖騰與群體或個人之間的關係不僅是名字或外表的相似，而是一種精神上的聯繫，被認為是神秘的。

## 圖騰的基本元素
- 祖先：圖騰通常被視為群體的祖先或父母。這種關係不僅是象徵性的，而且通常被認為具有實質性的精神聯繫。
- 命名：圖騰經常給予其所代表的群體名稱。例如，奧吉布瓦人有五個主要的圖騰：鶴、鯰魚、潛鳥、熊和紫貂。
- 分類：圖騰主義是一種通過自然物種（如動物和植物）與人類社會群體之間的對應來進行分類的方法。
- 宗教性：圖騰被視為神聖的，通常不會被消費或傷害，並且需要受到尊重和敬畏。
- 親屬關係和外婚制：圖騰主義通常規定群體成員在選擇配偶時必須遵守外婚制，即選擇不同圖騰群體的配偶。

圖騰主義不僅存在於北美，也見於亞馬遜、澳大利亞原住民、巴布亞新幾內亞和非洲等地。

## 人類學上的圖騰主義

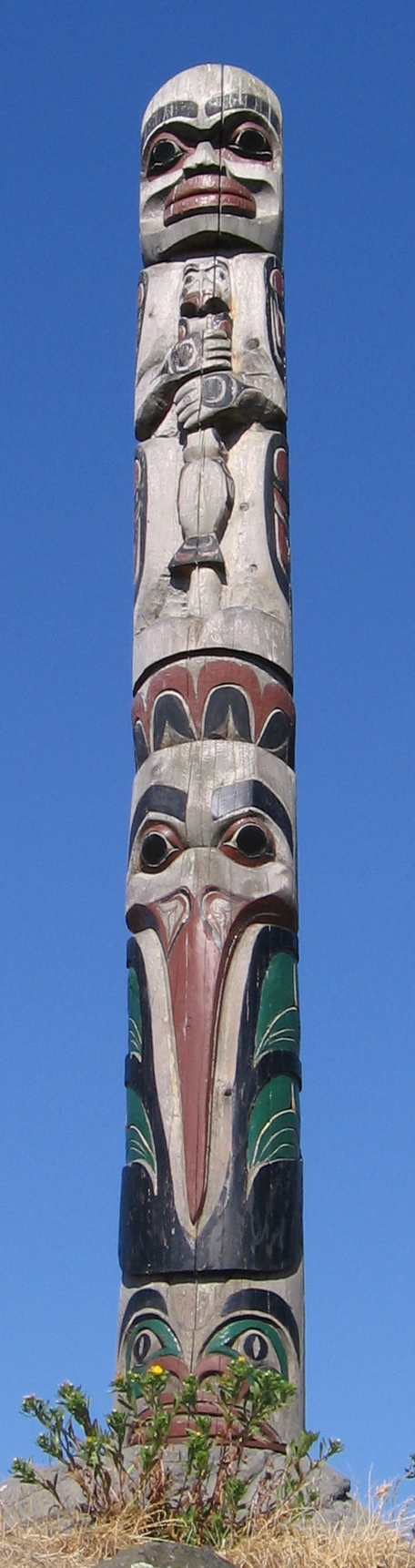
A totem pole in Thunderbird Park, Victoria, British Columbia

圖騰主義的概念源於北美的奧吉布瓦語。早期的人類學家和民族學家如詹姆斯·喬治·弗雷澤、阿爾弗雷德·科特·哈登、約翰·弗格森·麥克倫南和W. H. R. 里弗斯認為圖騰主義是一種遍布世界不同地區的原住民群體之間的共同實踐，通常反映了人類發展的一個階段。
蘇格蘭民族學家約翰·弗格森·麥克倫南在其研究《動植物崇拜》中，根據19世紀的研究潮流，從廣泛的視角探討了圖騰主義。 麥克倫南並未試圖解釋圖騰主義現象的具體起源，而是指出整個人類在古代經歷過一個圖騰主義階段。
另一位蘇格蘭學者安德魯·朗格在20世紀初提出了一種名義論的圖騰主義解釋，即地方群體或氏族在從自然界選擇圖騰名稱時，是為了滿足區分的需要。 朗格認為，如果圖騰名稱的起源被遺忘，則會產生一種神秘的關係，通過自然神話，動物和自然對象被視為相應社會單位的親屬、保護者或祖先。
英國人類學家詹姆斯·喬治·弗雷澤於1910年出版了《圖騰主義與外婚制》，這是一部四卷本的作品，主要基於他對澳大利亞原住民和美拉尼西亞人的研究，以及其他作者在該領域的工作彙編。
到1910年，關於圖騰主義具有跨文化共性的觀點受到挑戰，俄裔美國民族學家亞歷山大·戈登威澤對圖騰主義現象進行了嚴厲批判。戈登威澤比較了澳大利亞原住民和不列顛哥倫比亞的原住民，顯示了圖騰主義的假定共性——如外婚制、命名、圖騰後裔、禁忌、儀式、輪迴、守護靈和秘密社團及藝術——在不同文化中的不同表達。他進一步擴展分析，指出其他群體也有一些與圖騰主義相關的習俗，但並沒有圖騰。他總結了兩個圖騰主義的一般定義之一：「圖騰主義是特定社會單位傾向於與具有情感價值的對象和符號相關聯的現象。」
法國社會學學派的創始人艾彌爾·涂爾幹從社會學和神學的角度研究了圖騰主義，試圖發現古老形式中的純粹宗教，並聲稱在圖騰主義中看到了宗教的起源。 此外，他認為圖騰主義作為一種集體崇拜形式，強化了社會凝聚力和團結。
英國社會人類學的主要代表A. R. 拉德克利夫-布朗對圖騰主義持完全不同的看法。與法蘭茲·鮑亞士一樣，他懷疑圖騰主義能夠以任何統一的方式描述。在這一點上，他反對英國社會人類學的另一位先驅布朗尼斯勞·馬凌諾斯基，後者試圖以某種方式證實圖騰主義的統一性，並從生物學和心理學的角度而非民族學的角度來處理這一問題。根據馬凌諾斯基的觀點，圖騰主義不是一種文化現象，而是試圖在自然界中滿足基本人類需求的結果。就拉德克利夫-布朗而言，圖騰主義由不同領域和機構的元素組成，其共同點是通過與自然界的一部分聯繫來表徵社區的各個部分。與涂爾幹的神聖化理論相對，拉德克利夫-布朗認為自然被引入社會秩序，而不是次要的。在開始時，他與馬凌諾斯基分享了動物「好吃」時成為圖騰的觀點。但他後來反對這一觀點的有效性，因為許多圖騰——如鱷魚和蒼蠅——既危險又令人不快。
1938年，結構功能主義人類學家A. P. 埃爾金撰寫了《澳大利亞原住民：如何理解他們》。他的圖騰主義類型包括八種「形式」和六種「功能」。
識別的形式包括：
- 個人（個人圖騰），
- 性別（每個性別一個圖騰），
- 半偶制（部落由兩個群體組成，每個群體有一個圖騰），
- 部分（部落由四個群體組成，每個群體有一個圖騰），
- 小部分（部落由八個群體組成，每個群體有一個圖騰），
- 氏族（具有共同血緣的群體共享一個或多個圖騰），
- 地區（居住或出生在特定地區的人共享一個圖騰），
- 「多重」（跨群體的人共享一個圖騰）。

識別的功能包括：
- 社會（圖騰規範婚姻，通常一個人不能吃他們圖騰的肉），
- 崇拜（圖騰與秘密組織相關聯），
- 概念（具有多重意義），
- 夢（在他人的夢中這個人以圖騰形象出現），
- 分類（圖騰對人進行分類），
- 助手（圖騰協助醫者或聰明的人）。

埃爾金的類型學術語今天仍有使用，但對於原住民習俗的看法比他的類型學顯示的更加多樣化。
作為現代結構主義的主要代表之一，法國民族學家克洛德·列維-斯特勞斯及其作品《今日圖騰主義》（1958）在該領域經常被引用。
在21世紀，澳大利亞人類學家質疑「圖騰主義」在不同澳大利亞原住民群體之間，甚至在與奧吉布瓦人（該術語的原始來源）不同文化之間普遍化的程度。羅斯、詹姆斯和沃森寫道：
「圖騰」這個術語已證明是一個笨鈍的工具。[我們]需要洞悉更多的細微差別，並且明白在這個問題上會存在區域差異。